# Naturisme

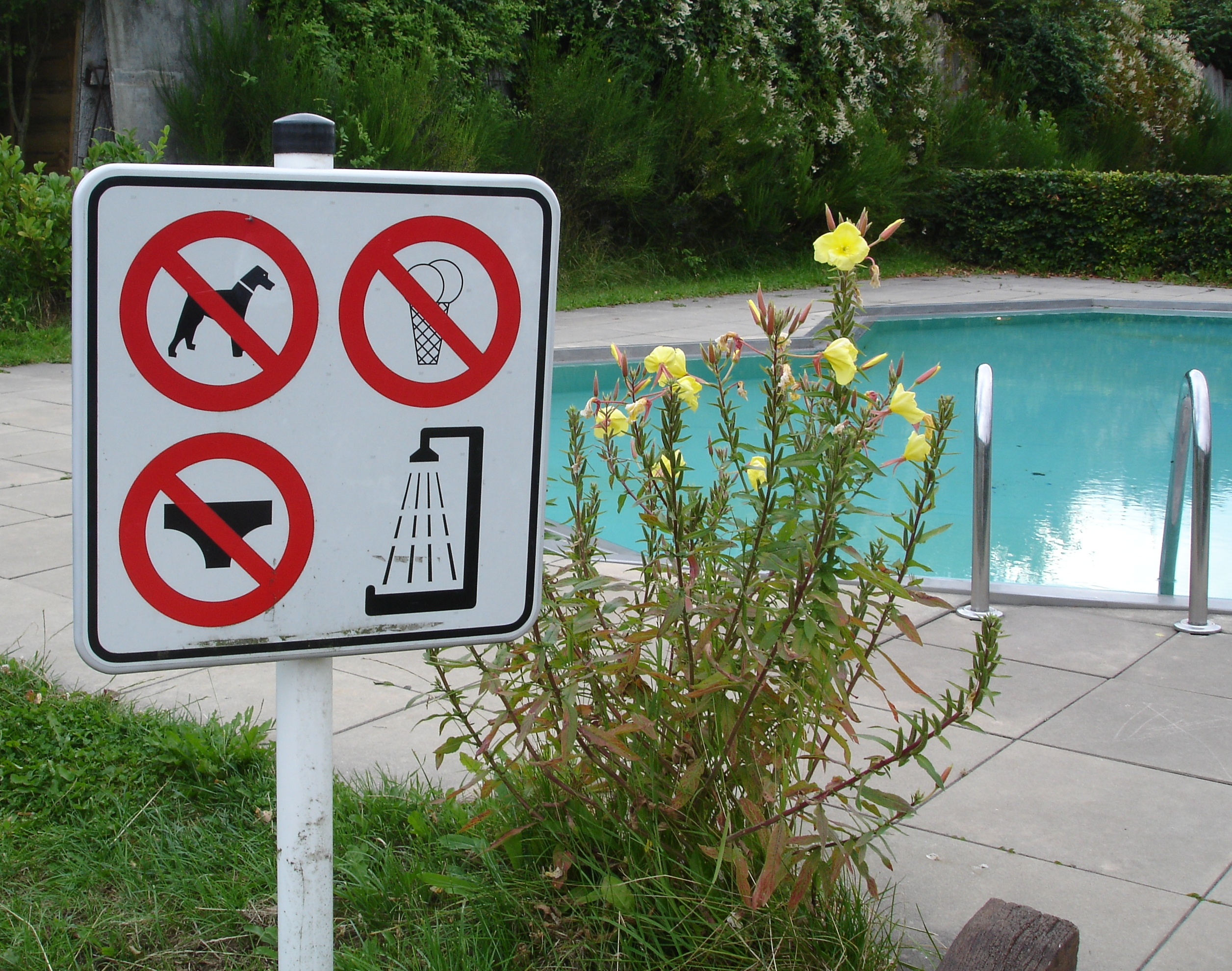
Inscripció a la piscina que indica, entre altres requisits, que no es pot dur roba.

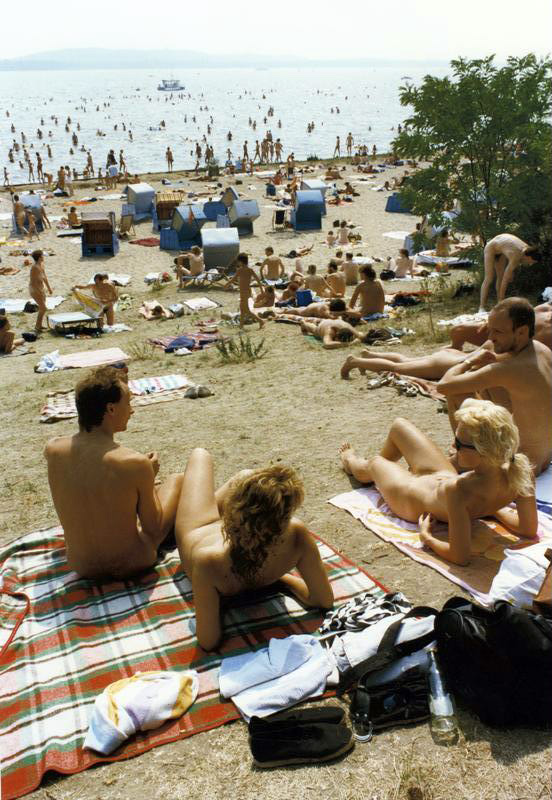
Platja naturista a Berlín, Alemanya.

El naturisme és un moviment molt divers que es basa en el retorn a allò que consideren que és més natural. Inclou generalment, no sempre, la pràctica de la nuesa en determinats llocs públics com el nudisme, així com un estil de vida que sol incloure l'ecologisme i el vegetarianisme. També existeix una especialitat mèdica anomenada medicina naturista, que és aquella que tracta de mantenir la salut o de restablir-la, amb mitjans naturals, sense haver de recórrer als remeis d'origen químic.
Sovint, els termes naturisme i nudisme s'usen de manera indistinta, quan es fa referència a la nuesa.
Una federació, que no inclou ni representa totes les associacions naturistes i afins, la Federació Naturista Internacional, l'any 1974 va suggerir la següent definició del naturisme, que pretén englobar aquesta diversitat: «El naturisme és una manera de viure en harmonia amb la natura, caracteritzada per la pràctica de la nuesa en comú, amb la finalitat d'afavorir el respecte a un mateix, als altres i al medi ambient.» Aquesta definició se centra, sobretot, en la qüestió del nudisme i del respecte per la natura.

## Aspectes del naturisme

### La nuesa

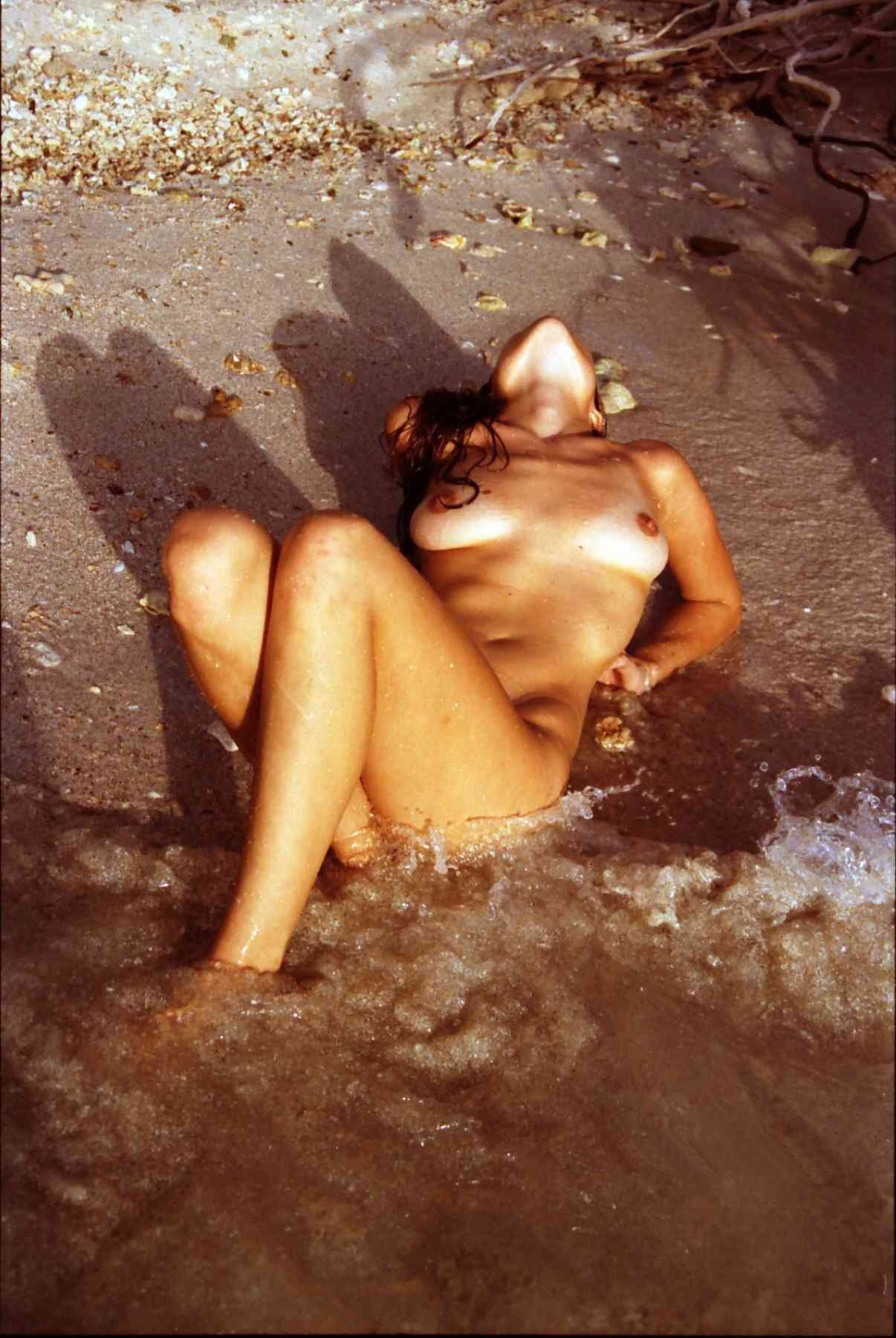
Una dona gaudeix de l'aigua sense roba.

Part del moviment naturista sosté que anar vestit pot ser incòmode i, en canvi, que la nuesa és molt més pràctica i que pot proporcionar una sensació de llibertat mentre es fa qualsevol activitat, excepte en els casos en què no és apropiat, com ara quan fa fred o quan per causes culturals podria considerar-se inapropiat.
El naturisme també critica els cànons estètics actuals i propugna que tots els cossos tenen bellesa. A partir d'aquesta reflexió es pretén que les persones se sentin més felices, en particular amb el seu propi cos i no discriminades per la forma d'aquest. És habitual, però, que en ambients naturistes hi hagi discriminació contra homes sols per accedir a les seves instal·lacions o a parelles o grups d'un mateix sexe. Es vol afavorir més aviat el naturisme seguint el model de família tradicional de la nostra cultura.
La forma habitual de practicar la nuesa és en zones específiques i en el si d'una comunitat o grup. Aquestes zones poden ser càmpings, poblacions, piscines o platges, entre altres possibles. Sobretot en els centres privats sol reglamentar-se la nuesa, de tal manera que habitualment és obligatòria en determinades zones (llevat quan la climatologia sigui adversa) i, fins i tot, prohibida en d'altres, com els menjadors. Fins i tot hi ha un creuer nudista que prohibeix dur pírcings als òrgans genitals. El naturisme sosté que la nuesa no és sexe, però mantenen prohibicions i discriminacions per allunyar qualsevol manifestació que recordi al sexe, excloent-ne només la pròpia nuesa.

### Respecte almedi ambient
Hi ha molts naturistes que només ho són per "practicar el nudisme", tot i que, en teoria els naturistes gaudeixen de la natura i actuen per conservar-la. N'hi ha que són proponents de l'estalvi energètic i de l'ús racional dels recursos naturals, i sovint practiquen la reducció, reutilització i reciclatge de residus. Pretenen aconseguir una societat sostenible així com preservar el medi ambient per les generacions futures.

### Esports
El naturisme també promou la pràctica de l'esport, especialment a l'aire lliure, per conservar una bona salut corporal. Asseguren que amb l'esport s'aconsegueix una millor flexibilitat, agilitat i bon funcionament de l'organisme. Destaquen que els esports poden ser beneficiosos per la salut sempre que es facin amb una vessant lúdica i no competitiva.

### Salut del cos i de la ment
Un propòsit del naturisme és promoure la salut del cos i de la ment, mantenint però els mateixos valors de la cultura cristiano-occidental. El naturisme promou la salut òptima a través del contacte complet del cos amb els elements naturals: Sol, aigua, aire i terra. Mantenen també una dieta equilibrada, com l'alimentació mediterrània o la ovo-lacto-vegetariana. Addicionalment practiquen activitats com la sauna, la relaxació o el ioga per aconseguir aquesta salut.
En el cas particular de la utilització de roba de bany argumenten que aquesta fa que algunes parts del cos estiguin humides durant molta estona. En canvi, la llum del Sol produeix una acció antisèptica evitant la proliferació de bacteris i fongs. A més, aquestes peces de roba, que sovint són sintètiques, dificulten la transpiració natural de la pell.

### Respecte a les persones
El naturisme promou el respecte de les persones i no es defineix per cap opció política o religiosa.
Part del naturisme promou també la igualtat social argumentant que en molts casos la roba posa barreres artificials o dificulta la relació entre persones, assegurant tanmateix que les persones nues són més iguals entre elles, independentment de la classe social, ideologia o religió. El naturisme pretén ser una filosofia socialment constructiva i respectuosa amb tothom. A més el naturisme espera el mateix respecte.

## Controvèrsia
El nuditisme, d'altra banda, critica tant al naturisme com a la "cultura tèxtil" la mateixa obligació respectiva d'usar o no roba, i en canvi promou la llibertat individual i la possibilitat de conviure amb tolerància nudistes i "tèxtils" en un mateix espai.